# Simulium croaticum
Simulium croaticum es una especie de insecto del género Simulium, familia Simuliidae, orden Diptera.
Fue descrita científicamente por Baranov, 1937.